# Lándzsás füzike
A lándzsás füzike (Epilobium lanceolatum) a mirtuszvirágúak (Myrtales) rendjébe és a ligetszépefélék (Onagraceae) családjába tartozó faj.
A bibe négy karéjú, a szirom eleinte fehér, később halvány rózsaszínű. A levél ékvállú, a levélnyél viszonylag hosszú, 3–10 mm. A szár és a levelek finoman, rányomottan szőrösek. Üde erdőkben fordul elő a Nyugat-Dunántúlon és a Nyírségben. Június-júliusban virágzik.